# 旗の台駅
旗の台駅（はたのだいえき）は、東京都品川区旗の台二丁目にある、東急電鉄の駅である。

## 乗入路線
大井町線と池上線が乗り入れており、相互間乗換が可能である。
- 東急電鉄
  -  大井町線：駅番号「OM06」
  -  池上線：駅番号「IK05」

## 歴史
開設当初、当駅は目黒蒲田電鉄大井町線東洗足駅と池上電気鉄道旗ヶ岡駅に分かれており、乗換駅ではなかった。前者は現在より170m二子玉川寄り、後者は210m五反田寄りにあった。

### 年表
- 1927年（昭和2年）
  - 7月6日：目黒蒲田電鉄大井町線の東洗足駅が開設[2]。
  - 8月28日：池上電気鉄道の旗ヶ岡駅が開設[3][6]。
- 1945年（昭和20年）5月：旗ヶ岡駅が空襲に伴い、全焼[6]。
- 1951年（昭和26年）
  - 3月1日：東洗足駅を旗の台駅へ改称。同時に現在地へ移設[2]。
  - 5月1日：旗ヶ岡駅が旗の台駅と統合。同時に池上線駅設備を現在地へ移設[3][4]。
- 2002年（平成14年）1月：駅改良工事着工[7]
- 2005年（平成17年）
  - 7月11日：北口改札に隣接して設置されていた旗の台1号踏切道廃止、地下道へ切替[8]。
  - 11月27日：大井町線下り線が新設ホームへ移転[9]。
- 2006年（平成18年）3月26日：大井町線上りホーム切替、島式ホームへ一度集約すると共に、北口改札廃止[10]。
- 2007年（平成19年）5月27日：大井町線上りホームを池上線五反田寄りに移設。この同年月にバリアフリー化[11]。
- 2008年（平成20年）3月：駅改良工事完成。同時に急行待避施設使用開始[7]。
- 2009年（平成21年）11月30日：定期券うりば営業終了[12]。
- 2019年（令和元年）8月1日：池上線ホームにおいて木造駅舎の雰囲気を踏襲した「木になるリニューアル」が竣工[13][14]。

### 駅名の由来
源頼信が平忠常追討（平忠常の乱）の際、この地で旗揚げをして祠に戦勝を祈願したところ成就した故事による。この祠は後に旗岡八幡神社が祀られ、地名も荏原郡荏原町大字中延字旗ヶ岡で、池上電気鉄道開通時に新設された駅も「旗ヶ岡駅」であった。
「旗の台駅」は大井町線「東洗足駅」と池上線「旗ヶ岡駅」を統合した時に誕生した駅名であり、1965年の住居表示実施の際に地名も駅名に因んで「旗の台」と名付けられた。
2011年（平成23年）12月3日には統合・改称60周年を記念して記念入場券が発売された。

## 駅構造
大井町線と池上線は立体交差しており、上部に大井町線の島式ホーム2面4線、下部に池上線の相対式ホーム2面2線を有する。
駅は斜面上にあり、大井町線ホームは二子玉川方はほぼ地平であるが、大井町方が高架となっている。池上線ホームは斜面の下部に斜面に沿うように配置され、蒲田方で大井町線の高架橋をくぐっている。同線上下ホームと大井町線ホームはそれぞれエスカレーターとエレベーターで連絡している。乗り換えサインは、大井町線ホーム - 池上線五反田方面ホーム間が赤、大井町線ホーム - 池上線蒲田方面ホーム間が青で、エレベータードアや階段・エスカレーター入口外側に施している。
改札口は大井町線高架下（池上線上りホーム蒲田方）に1か所と、池上線上下ホーム五反田方に1か所ずつの計3か所が設置されている。
定期券うりばは、池上線五反田方面駅舎入口右側に設置されていたが、2009年（平成21年）11月30日限りで廃止された。
大井町線ホームは2008年3月28日に実施された急行運行開始に伴い、2面4線となった。改良後は3・6番線が待避線で4・5番線が本線となり、当駅に急行が停車して終日緩急接続が行われている。
池上線は隣の荏原中延駅が地上駅時代であった頃は五反田方に上下渡り線が設置されていた。これはかつて五反田 - 旗の台間で折り返し運転を行っていた頃の名残で、旗の台折返し運用廃止後も渡り線は撤去されず非常用設備として残り、運行障害などで旗の台 - 五反田間または旗の台 - 蒲田間が長時間抑止された際にこの渡り線を使用して折返し運転を行っていた。しかし荏原中延駅が1989年に地下駅化された際に撤去された。

### のりば
| 番線 | 路線     | 方向 | 行先                           |
| ---- | -------- | ---- | ------------------------------ |
| 1    | 池上線   | 下り | 雪が谷大塚・蒲田方面           |
| 2    | 池上線   | 上り | 五反田方面                     |
| 3・4 | 大井町線 | 下り | 自由が丘・二子玉川・溝の口方面 |
| 5・6 | 大井町線 | 上り | 大井町方面                     |

※大井町線ホームは、4・5番線が主本線、3・6番線が待避線である。

### 駅改良工事
田園都市線の混雑を緩和するために大井町線に都心までのバイパスルートとしての機能を持たせる改良工事の一環として、当駅についても改良工事を施工した。2002年（平成14年）1月に着工。同線急行運行のために当駅を急行待避可能な2面4線構造とし、また併せてにエスカレーター・エレベーターを設置し、バリアフリー対応の構造とするものである。なお、大井町線改良工事当初は当駅改良は含まれておらず、2000年（平成12年）の計画変更で新たに改良に含まれた経緯がある。2008年（平成20年）3月より供用を開始した。
2012年（平成24年）の改装に伴い、池上線ホームは大井町線との乗り換えがスムーズに可能なように蒲田方へ数m移動された。大井町線ホームについては急行の7両編成化のために延長工事が行われている。
2017年11月からは「木になるリニューアル」と呼ばれる改修に着手しており、先行して完了した戸越銀座駅に続いて木造のホーム改良が行われている。
リニューアル後の駅舎は、2021年度グッドデザイン賞を受賞した。鉄道建築協会の「鉄道建築協会賞、作品部門、2020年度入選」を受賞した。

#### 1960年代の改良工事計画
改良工事の計画そのものはこれ以前の1960年代中頃にも存在しており、東京急行電鉄が発表していた当時の工事計画によると、当時の名称であった田園都市線（初代）と池上線の両線間に連絡線を設け、その連絡線にもホームを設置するものであった（この他素案段階では初代田園都市線と池上線の駅を大幅に移動して同一平面にする案もあった）。これは、当時都営地下鉄6号線（現・三田線）への直通運転計画が存在していたことに関連してのものであったが、その後の計画変更で直通運転計画は取り止めとなったため、この改良計画も中止となった。

#### 改良工事前
かつての当駅は3・4番線も相対式ホームで、池上線ホーム1・2番線からの連絡階段は4番線と直結するのみであった。池上線より大井町線自由が丘・二子玉川方面（3番線）に向かうには一度4番線ホームを経由し、再度階段を上下する必要があり、バリアフリーにも全く対応していなかった。これらの問題点は駅改良に伴い、解消された。また、4番線の二子玉川寄りには北口改札も設置されていた。

## 利用状況
各線の2024年度（令和6年度）の1日平均乗降人員は以下の通り。
- 大井町線：25,789人
- 池上線：13,549人

大井町線数値のみを見ると、単独駅かつ急行通過駅の尾山台駅・等々力駅よりも少ない。
- 大井町線⇔池上線間乗換人員を含めた、2018年度（平成30年度）の路線別1日平均乗降人員は以下の通り[乗降データ 1]。
  - 大井町線 - 77,661人：同線内では自由が丘駅、二子玉川駅、大井町駅、大岡山駅、溝の口駅に次ぐ第6位。
  - 池上線 - 66,644人：同線内では五反田駅、蒲田駅に次ぐ第3位。

### 年度別1日平均乗降人員
近年の1日平均乗降人員の推移は以下の通り。
| 年度               | 東急電鉄         | 東急電鉄 | 東急電鉄 | 東急電鉄         | 東急電鉄 |
| 年度               | 大井町線         | 大井町線 | 乗換人員 | 池上線           | 池上線   |
| 年度               | 1日平均 乗降人員 | 増加率   | 乗換人員 | 1日平均 乗降人員 | 増加率   |
| ------------------ | ---------------- | -------- | -------- | ---------------- | -------- |
| 2002年（平成14年） | 15,795           |          |          | 15,109           |          |
| 2003年（平成15年） | 16,467           | 4.3%     | 34,172   | 14,738           | −2.5%    |
| 2004年（平成16年） | 16,804           | 2.0%     | 34,094   | 14,673           | −0.4%    |
| 2005年（平成17年） | 16,772           | −0.2%    | 34,808   | 14,359           | −2.1%    |
| 2006年（平成18年） | 17,131           | 2.1%     | 36,818   | 14,056           | −2.1%    |
| 2007年（平成19年） | 18,384           | 7.3%     | 37,971   | 14,607           | 3.9%     |
| 2008年（平成20年） | 19,562           | 6.4%     | 39,959   | 14,619           | 0.1%     |
| 2009年（平成21年） | 20,235           | 3.4%     | 41,847   | 14,266           | −2.4%    |
| 2010年（平成22年） | 20,894           | 3.3%     | 43,321   | 14,061           | −1.4%    |
| 2011年（平成23年） | 21,452           | 2.7%     | 43,794   | 14,062           | 0.0%     |
| 2012年（平成24年） | 22,319           | 4.0%     | 46,084   | 14,390           | 2.3%     |
| 2013年（平成25年） | 23,109           | 3.5%     | 47,468   | 14,559           | 1.2%     |
| 2014年（平成26年） | 23,544           | 1.9%     | 47,747   | 14,535           | −0.2%    |
| 2015年（平成27年） | 24,308           | 3.2%     | 49,168   | 14,522           | −0.1%    |
| 2016年（平成28年） | 24,982           | 2.8%     | 50,265   | 14,682           | 1.1%     |
| 2017年（平成29年） | 25,459           | 1.9%     | 51,173   | 14,783           | 0.7%     |
| 2018年（平成30年） | 25,825           | 1.4%     | 51,836   | 14,808           | 0.2%     |
| 2019年（令和元年） | 25,718           | −0.4%    |          | 14,558           | −1.7%    |
| 2020年（令和02年） | 18,192           | −29.3%   |          | 10,257           | −29.5%   |
| 2021年（令和03年） | 20,958           | 15.2%    |          | 11,578           | 12.9%    |
| 2022年（令和04年） | 22,964           | 9.6%     |          | 12,649           | 9.3%     |
| 2023年（令和05年） | 24,851           | 8.2%     |          | 13,181           | 4.2%     |
| 2024年（令和06年） | 25,789           | 3.8%     |          | 13,549           | 2.8%     |

### 年度別1日平均乗車人員（1920年代 - 1930年代）
1日平均乗車人員は下記の通り。
| 年度               | 目黒 蒲田電鉄 | 池上 電気鉄道 | 出典             |
| ------------------ | ------------- | ------------- | ---------------- |
| 1927年（昭和02年） | 373           | 509           | [ 東京府統計 1 ] |
| 1928年（昭和03年） | 1,042         | 884           | [ 東京府統計 2 ] |
| 1929年（昭和04年） | 1,103         | 2,115         | [ 東京府統計 3 ] |
| 1930年（昭和05年） | 1,284         | 2,729         | [ 東京府統計 4 ] |
| 1931年（昭和06年） | 1,287         | 3,095         | [ 東京府統計 5 ] |
| 1932年（昭和07年） | 1,410         | 3,064         | [ 東京府統計 6 ] |
| 1933年（昭和08年） | 1,574         | 3,554         | [ 東京府統計 7 ] |
| 1934年（昭和09年） | 1,610         | 3,809         | [ 東京府統計 8 ] |
| 1935年（昭和10年） | 1,609         | 4,195         | [ 東京府統計 9 ] |

### 年度別1日平均乗車人員（1956年 - 2000年）
| 年度               | 大井町線 / 田園都市線 | 池上線 | 出典              |
| ------------------ | --------------------- | ------ | ----------------- |
| 1956年（昭和31年） | 14,885                | 18,346 | [ 東京都統計 1 ]  |
| 1957年（昭和32年） | 17,585                | 20,462 | [ 東京都統計 2 ]  |
| 1958年（昭和33年） | 18,508                | 21,719 | [ 東京都統計 3 ]  |
| 1959年（昭和34年） | 5,603                 | 7,794  | [ 東京都統計 4 ]  |
| 1960年（昭和35年） | 5,927                 | 8,094  | [ 東京都統計 5 ]  |
| 1961年（昭和36年） | 6,318                 | 8,574  | [ 東京都統計 6 ]  |
| 1962年（昭和37年） | 22,839                | 26,707 | [ 東京都統計 7 ]  |
| 1963年（昭和38年） | 6,492                 | 9,427  | [ 東京都統計 8 ]  |
| 1964年（昭和39年） | 6,584                 | 16,919 | [ 東京都統計 9 ]  |
| 1965年（昭和40年） | 23,617                | 28,009 | [ 東京都統計 10 ] |
| 1966年（昭和41年） | 23,446                | 27,275 | [ 東京都統計 11 ] |
| 1967年（昭和42年） | 26,324                | 28,709 | [ 東京都統計 12 ] |
| 1968年（昭和43年） | 26,899                | 28,818 | [ 東京都統計 13 ] |
| 1969年（昭和44年） | 25,623                | 28,458 | [ 東京都統計 14 ] |
| 1970年（昭和45年） | 25,934                | 28,340 | [ 東京都統計 15 ] |
| 1971年（昭和46年） | 25,716                | 27,899 | [ 東京都統計 16 ] |
| 1972年（昭和47年） | 26,521                | 28,488 | [ 東京都統計 17 ] |
| 1973年（昭和48年） | 26,808                | 28,661 | [ 東京都統計 18 ] |
| 1974年（昭和49年） |                       | 17,266 | [ 東京都統計 19 ] |
| 1975年（昭和50年） |                       | 16,801 | [ 東京都統計 20 ] |
| 1976年（昭和51年） | 7,605                 | 9,014  | [ 東京都統計 21 ] |
| 1977年（昭和52年） | 8,090                 | 8,940  | [ 東京都統計 22 ] |
| 1978年（昭和53年） | 8,417                 | 8,937  | [ 東京都統計 23 ] |
| 1979年（昭和54年） | 8,585                 | 8,738  | [ 東京都統計 24 ] |
| 1980年（昭和55年） | 8,460                 | 8,688  | [ 東京都統計 25 ] |
| 1981年（昭和56年） | 8,493                 | 8,721  | [ 東京都統計 26 ] |
| 1982年（昭和57年） | 8,564                 | 8,616  | [ 東京都統計 27 ] |
| 1983年（昭和58年） | 9,030                 | 8,137  | [ 東京都統計 28 ] |
| 1984年（昭和59年） | 8,953                 | 8,389  | [ 東京都統計 29 ] |
| 1985年（昭和60年） | 8,844                 | 8,356  | [ 東京都統計 30 ] |
| 1986年（昭和61年） | 9,214                 | 8,285  | [ 東京都統計 31 ] |
| 1987年（昭和62年） | 9,180                 | 8,598  | [ 東京都統計 32 ] |
| 1988年（昭和63年） | 9,575                 | 8,742  | [ 東京都統計 33 ] |
| 1989年（平成元年） | 9,351                 | 8,899  | [ 東京都統計 34 ] |
| 1990年（平成02年） | 29,455                | 29,770 | [ 東京都統計 35 ] |
| 1991年（平成03年） | 30,098                | 30,664 | [ 東京都統計 36 ] |
| 1992年（平成04年） | 29,104                | 28,370 | [ 東京都統計 37 ] |
| 1993年（平成05年） | 27,838                | 27,175 | [ 東京都統計 38 ] |
| 1994年（平成06年） | 9,367                 | 8,792  | [ 東京都統計 39 ] |
| 1995年（平成07年） | 8,918                 | 8,749  | [ 東京都統計 40 ] |
| 1996年（平成08年） | 8,830                 | 8,767  | [ 東京都統計 41 ] |
| 1997年（平成09年） | 8,627                 | 8,507  | [ 東京都統計 42 ] |
| 1998年（平成10年） | 8,392                 | 8,115  | [ 東京都統計 43 ] |
| 1999年（平成11年） | 8,219                 | 7,956  | [ 東京都統計 44 ] |
| 2000年（平成12年） | 8,153                 | 8,107  | [ 東京都統計 45 ] |

### 年度別1日平均乗車人員（2001年以降）
| 年度               | 大井町線 | 池上線 | 出典              |
| ------------------ | -------- | ------ | ----------------- |
| 2001年（平成13年） | 7,742    | 8,244  | [ 東京都統計 46 ] |
| 2002年（平成14年） | 7,767    | 8,022  | [ 東京都統計 47 ] |
| 2003年（平成15年） | 8,161    | 7,790  | [ 東京都統計 48 ] |
| 2004年（平成16年） | 8,255    | 7,663  | [ 東京都統計 49 ] |
| 2005年（平成17年） | 8,304    | 7,504  | [ 東京都統計 50 ] |
| 2006年（平成18年） | 8,515    | 7,351  | [ 東京都統計 51 ] |
| 2007年（平成19年） | 9,232    | 7,609  | [ 東京都統計 52 ] |
| 2008年（平成20年） | 9,838    | 7,603  | [ 東京都統計 53 ] |
| 2009年（平成21年） | 10,205   | 7,422  | [ 東京都統計 54 ] |
| 2010年（平成22年） | 10,564   | 7,326  | [ 東京都統計 55 ] |
| 2011年（平成23年） | 10,858   | 7,322  | [ 東京都統計 56 ] |
| 2012年（平成24年） | 11,301   | 7,493  | [ 東京都統計 57 ] |
| 2013年（平成25年） | 11,721   | 7,564  | [ 東京都統計 58 ] |
| 2014年（平成26年） | 11,969   | 7,556  | [ 東京都統計 59 ] |
| 2015年（平成27年） | 12,361   | 7,557  | [ 東京都統計 60 ] |
| 2016年（平成28年） | 12,699   | 7,625  | [ 東京都統計 61 ] |
| 2017年（平成29年） | 12,942   | 7,690  | [ 東京都統計 62 ] |
| 2018年（平成30年） | 13,140   | 7,696  | [ 東京都統計 63 ] |
| 2019年（令和元年） | 13,090   | 7,552  | [ 東京都統計 64 ] |

備考
1. ↑  1928年7月6日開業。
2. ↑  1928年8月28日開業。

## 駅周辺

### 郵便局・金融機関
- 品川旗の台郵便局

### 教育機関
- 昭和医科大学旗の台キャンパス
- 昭和医科大学附属看護専門学校
- 香蘭女学校中等科・高等科
- 文教大学付属中学校・高等学校、文教大学付属幼稚園（学校法人文教大学学園）
- 品川区立荏原第五中学校
- 品川区立旗台小学校
- 品川区立清水台小学校
- 品川区立第二延山小学校

### 主な病院
- 昭和医科大学病院
- 昭和医科大学病院附属東病院

## ギャラリー

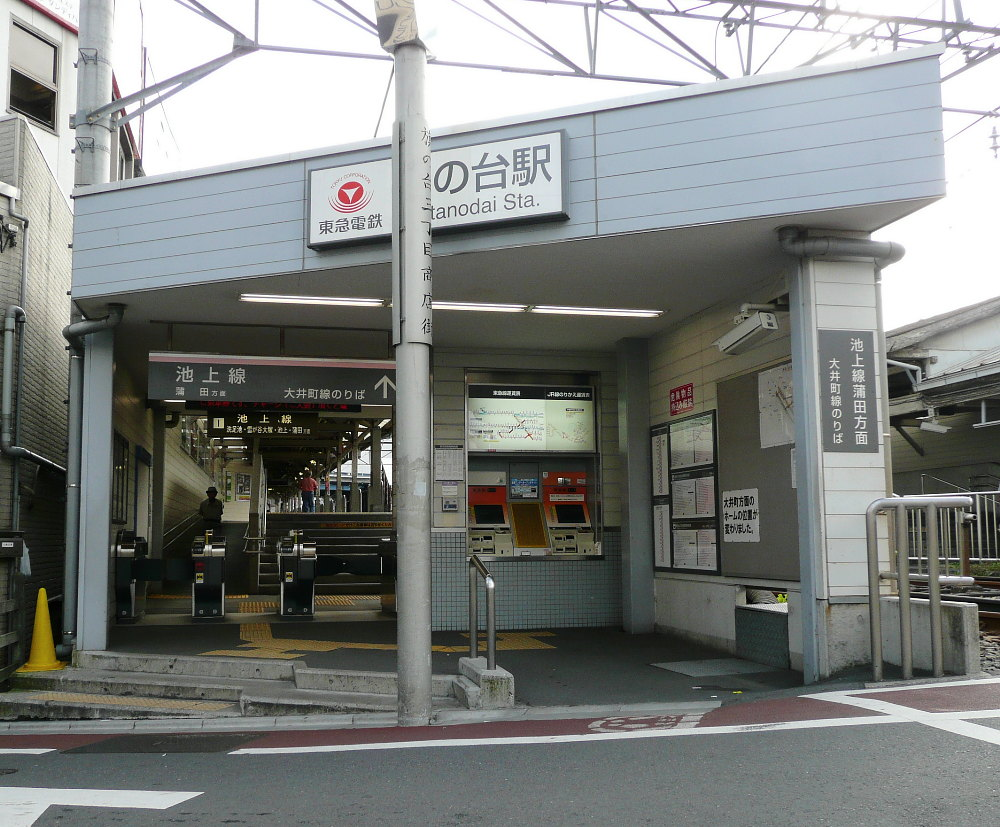
東口（池上線蒲田方面、2007年7月21日）
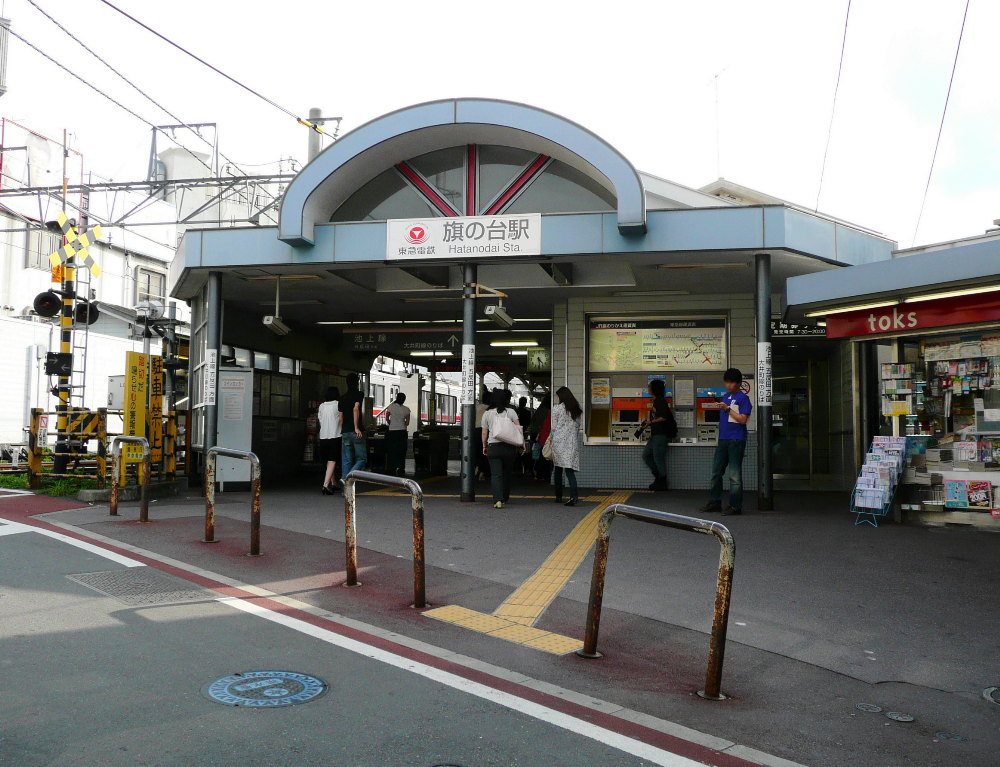
東口（池上線五反田方面、2007年7月21日）
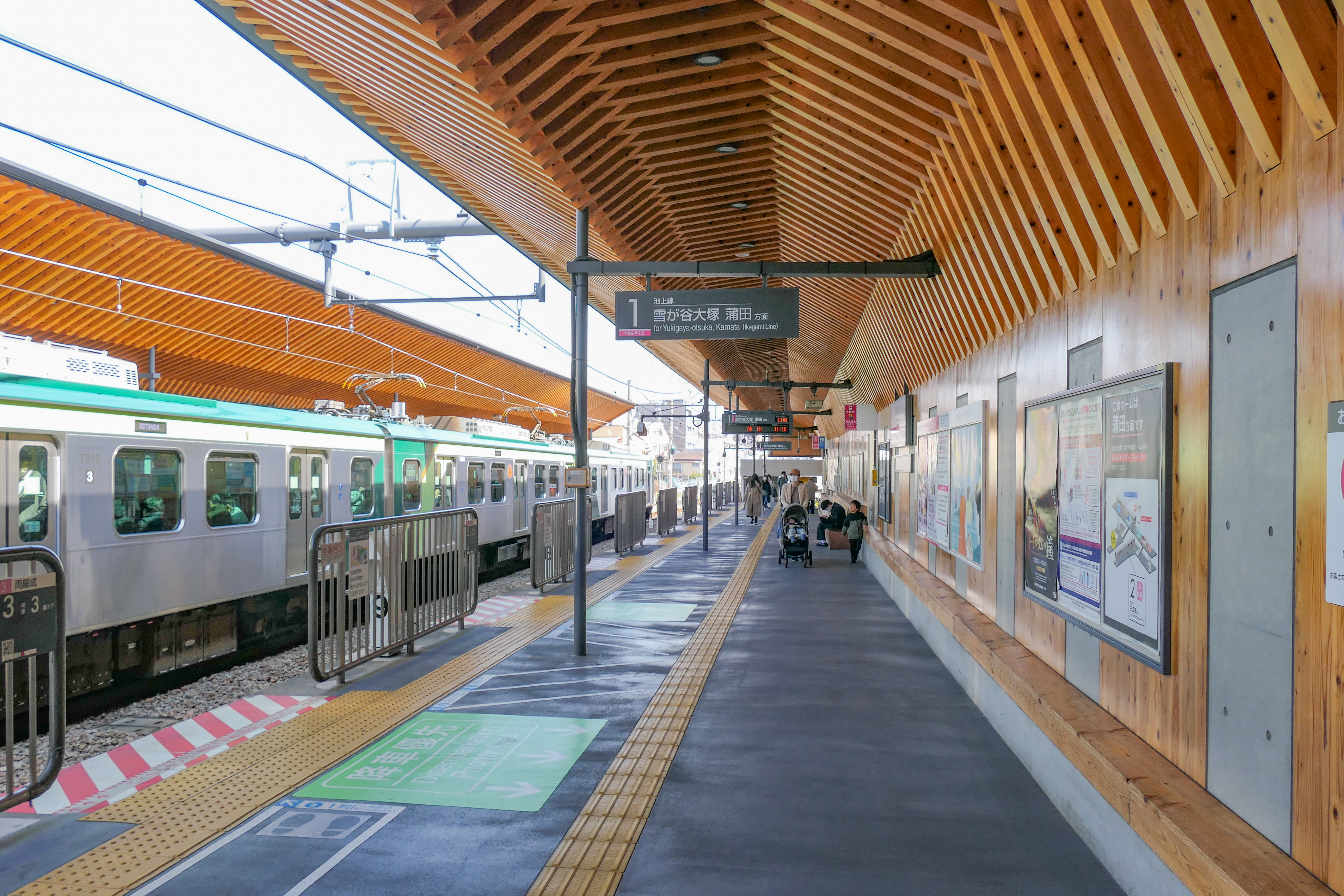
池上線1番線ホーム（2022年3月24日）
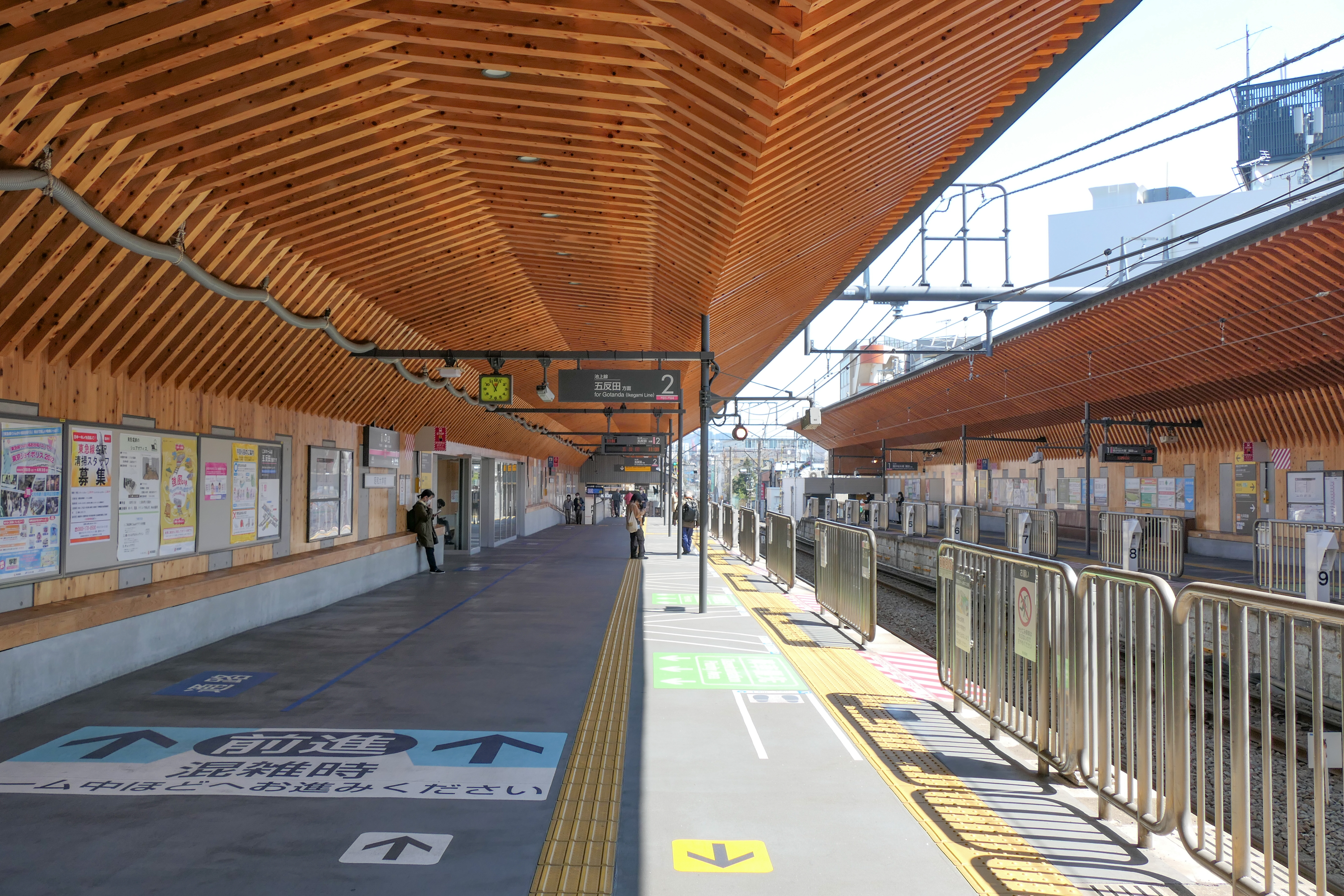
池上線2番線ホーム（2022年3月24日）
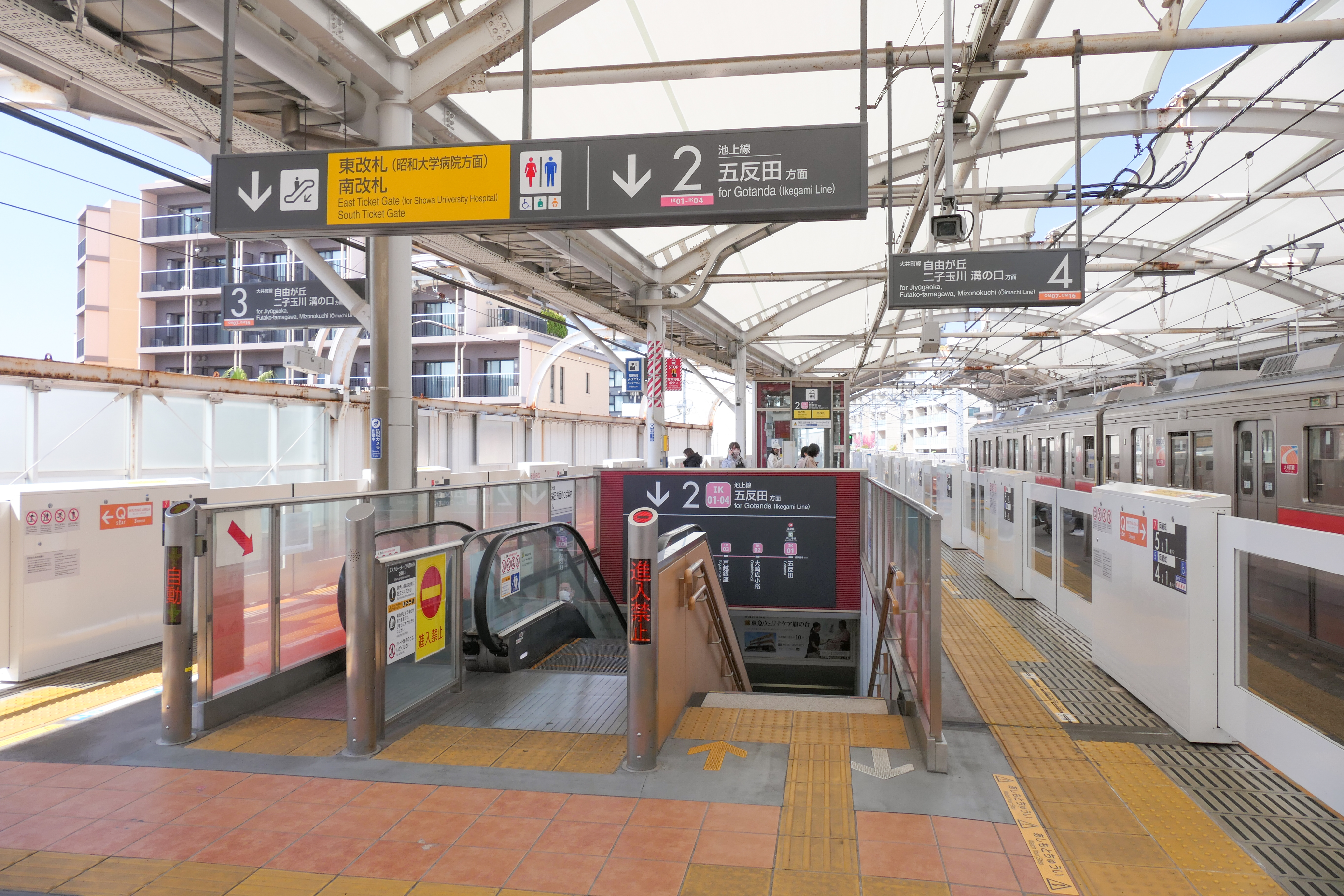
大井町線3・4番線ホーム（2022年3月24日）
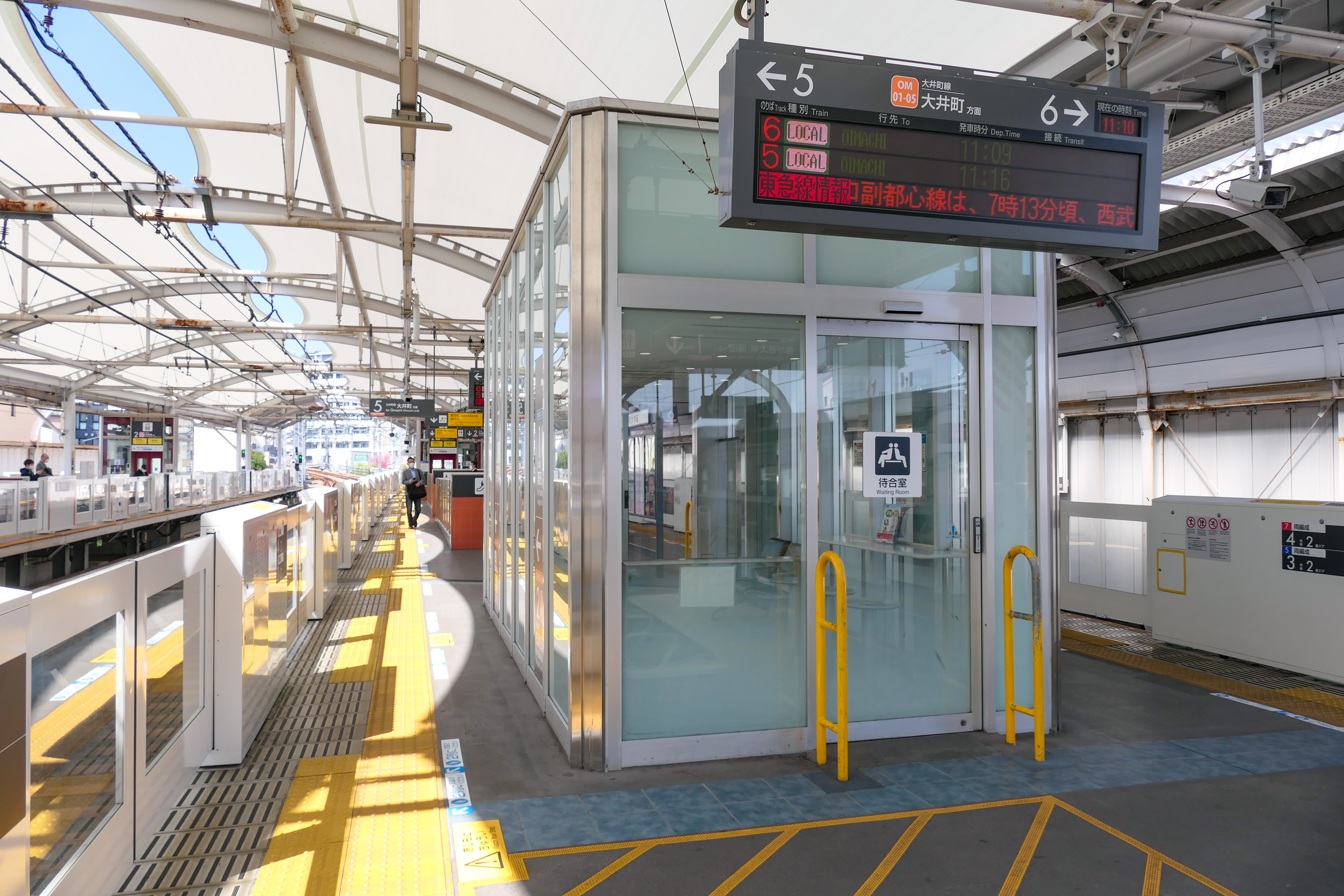
大井町線5・6番線ホーム（2022年3月24日）
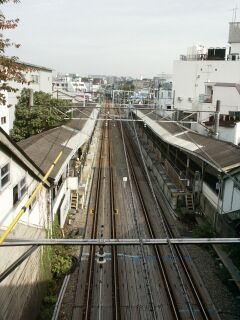
改良工事前の大井町線大井町方面ホームより見た池上線ホーム（2003年11月4日）
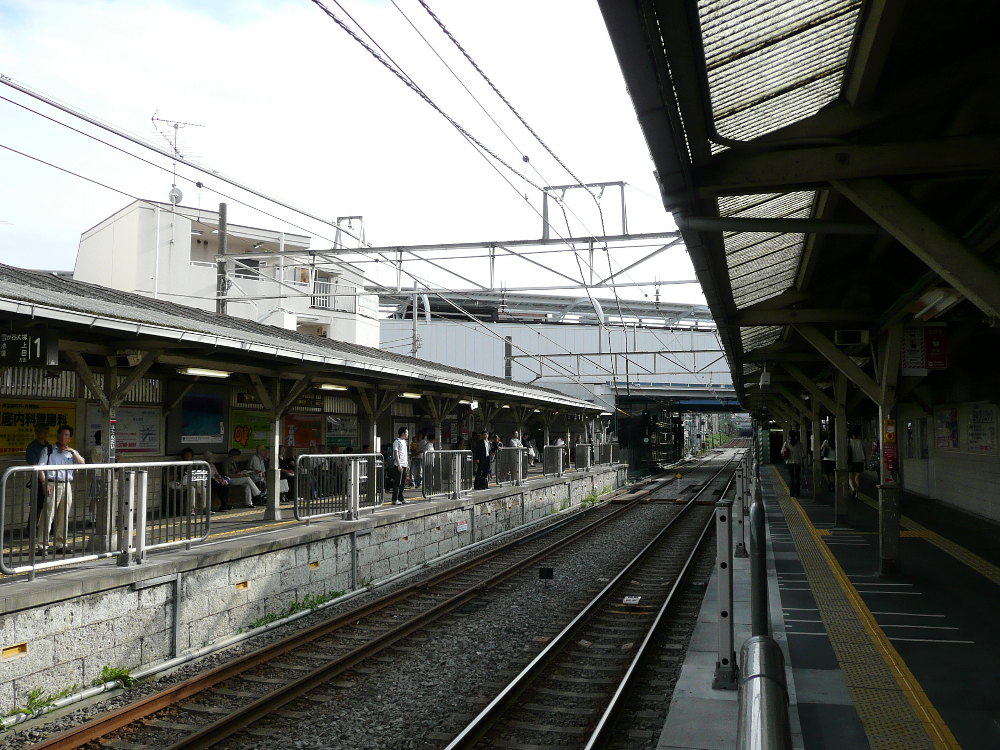
池上線ホーム（地平）と大井町線ホーム（高架）の交差部分（2007年7月21日）

## 隣の駅
東急電鉄
 大井町線
■急行
大井町駅 (OM01) - 旗の台駅 (OM06) - 大岡山駅 (OM08)
□各駅停車（二子新地・高津は通過）・■各駅停車（二子新地・高津に停車）
荏原町駅 (OM05) - 旗の台駅 (OM06) - 北千束駅 (OM07)
 池上線
荏原中延駅 (IK04) - 旗の台駅 (IK05) - 長原駅 (IK06)